# Randevillers
Randevillers é uma comuna francesa na região administrativa de Borgonha-Franco-Condado, no departamento de Doubs. Estende-se por uma área de 4,36 km². Em 2010 a comuna tinha 123 habitantes (densidade: 28,2 hab./km²).